# Goniodoris nodosa
Goniodoris nodosa — вид голозябрових молюсків родини Goniodorididae.

## Поширення
Вид поширений вздовж атлантичного узбережжя Європи від Іспанії до Норвегії та навколо Великої Британії.

## Опис
Молюск завдовжки до 27 мм. Напівпрозоре тіло білого кольору з жовтими плямами.

## Спосіб життя
Молюск живиться мохуватками Alcyonidium (Alcyonidium diaphanum, Alcyonidium digitatum, Alcyonidium gelatinosum, Alcyonidium hirsutum, Alcyonidium polyoum) та покривниками Ascidia papilla, Ascidiella scabra, Botryllus schlosseri, Callopora dumerili, Cellaria fistulosa, Dendrodoa grossularia, Diplosoma listerianum, Flustrella hispida, Flustrellidra hispida, Fragarium elegans.